# Нураталдинський сільський округ
Нураталди́нський сільський округ (каз. Нұраталды ауылдық округі, рос. Нураталдинский сельский округ) — адміністративна одиниця у складі Шетського району Карагандинської області Казахстану. Адміністративний центр — село Кошкарбай.
Населення — 1378 осіб (2021; 1808 у 2009, 2008 у 1999, 2352 у 1989).
Станом на 1989 рік існувала Нураталдинська сільська рада (села Аккіяк, Аксу, Кизилкой, Кошкарбай, Шопа).

## Склад
До складу округу входять такі населені пункти:
| Населений пункт | Населення, осіб (1989) | Населення, осіб (1999) | Населення, осіб (2009) | Населення, осіб (2021) |
| --------------- | ---------------------- | ---------------------- | ---------------------- | ---------------------- |
| Аккіяк, село    | 213                    | 95                     | 60                     | 35                     |
| Аксу, село      | 369                    | 372                    | 358                    | 257                    |
| Кизилкой, село  | 401                    | 433                    | 389                    | 267                    |
| Кошкарбай, село | 1095                   | 918                    | 819                    | 656                    |
| Шопа, село      | 274                    | 190                    | 182                    | 163                    |